# Certosa di Pavia
Certosa di Pavia (postaven mezi lety 1396-1465) je klášterní komplex v Lombardii, stojící v blízkosti malého městečka téhož jména v provincii Pavie, 8 km severně od města Pavie. Kdysi hraničil s rozsáhlým loveckým parkem, patřícím rodu Viscontiů z Milán. Zachováno je pouze torzo parku. Klášter řádu kartuziánů je proslulý bohatstvím své architektury, gotické i renesanční, a svou sbírkou uměleckých předmětů z 15. až 18. století.

## Historie

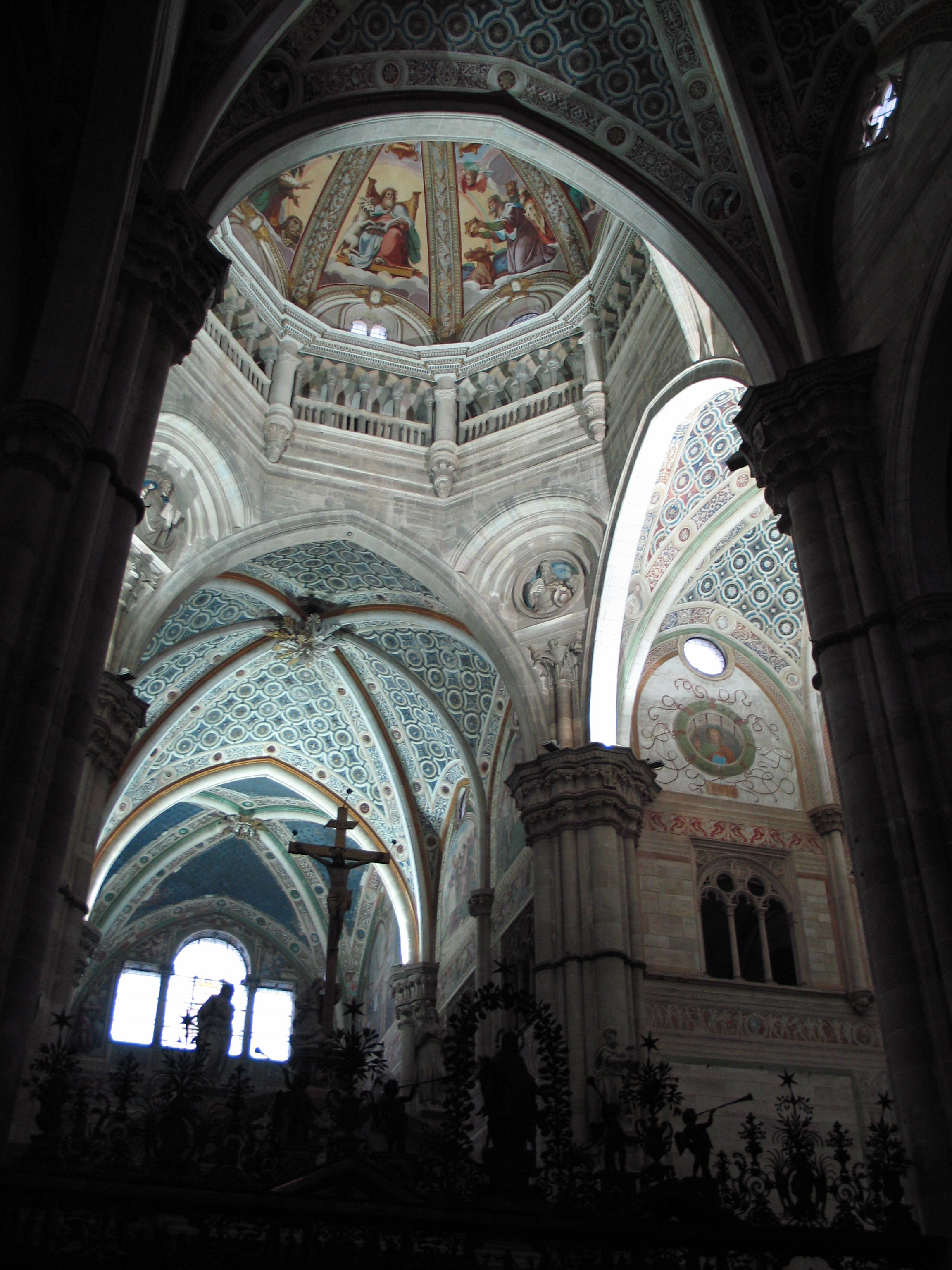
Kostelní interiér

Gian Galeazzo Visconti objednal postavení komplexu a zahájil práce položením základního kamene 27. srpna 1396. Poloha byla strategicky vybrána mezi Milánem a Pávií, druhým největším městem vévodství, kde měl vévoda svůj dvůr.
Kostel, poslední dokončená stavba komplexu, je mauzoleem rodu Visconti. Byl zkonstruován jako trojlodní stavba (neobvyklý typ kostela pro kartuziánský řád). Hlavní loď, v gotickém stylu, byla dokončena roku 1465.
Během výstavby se v Itálii rozšířila renesance a tak byl zbytek budovy postaven v novém slohu. Nové plány vytvořil Guiniforte Solari. Solariho nástupce v řízení stavebních prací byl Giovanni Antonio Amadeo. Kostel byl vysvěcen 3. května 1497. Spodní část fasády nebyla dokončena až do roku 1507.
Mniši byli zavázáni využívat část zisků z polností k opravám a vylepšování budov.
Roku 1782 byl kartuziánský řád vyhnán císařem Josefem II. a v Certose se usídlili roku 1784 cisterciáci a poté roku 1789 karmelitáni. Roku 1810 byl klášter uzavřen až do návratu kartuziánů roku 1843. Roku 1866 byl vyhlášen Národním monumentem a zabrán italským státem, přestože někteří benediktini zde zůstali až do roku 1880. V současnosti je klášter obýván cisterciáky.

## Kostel

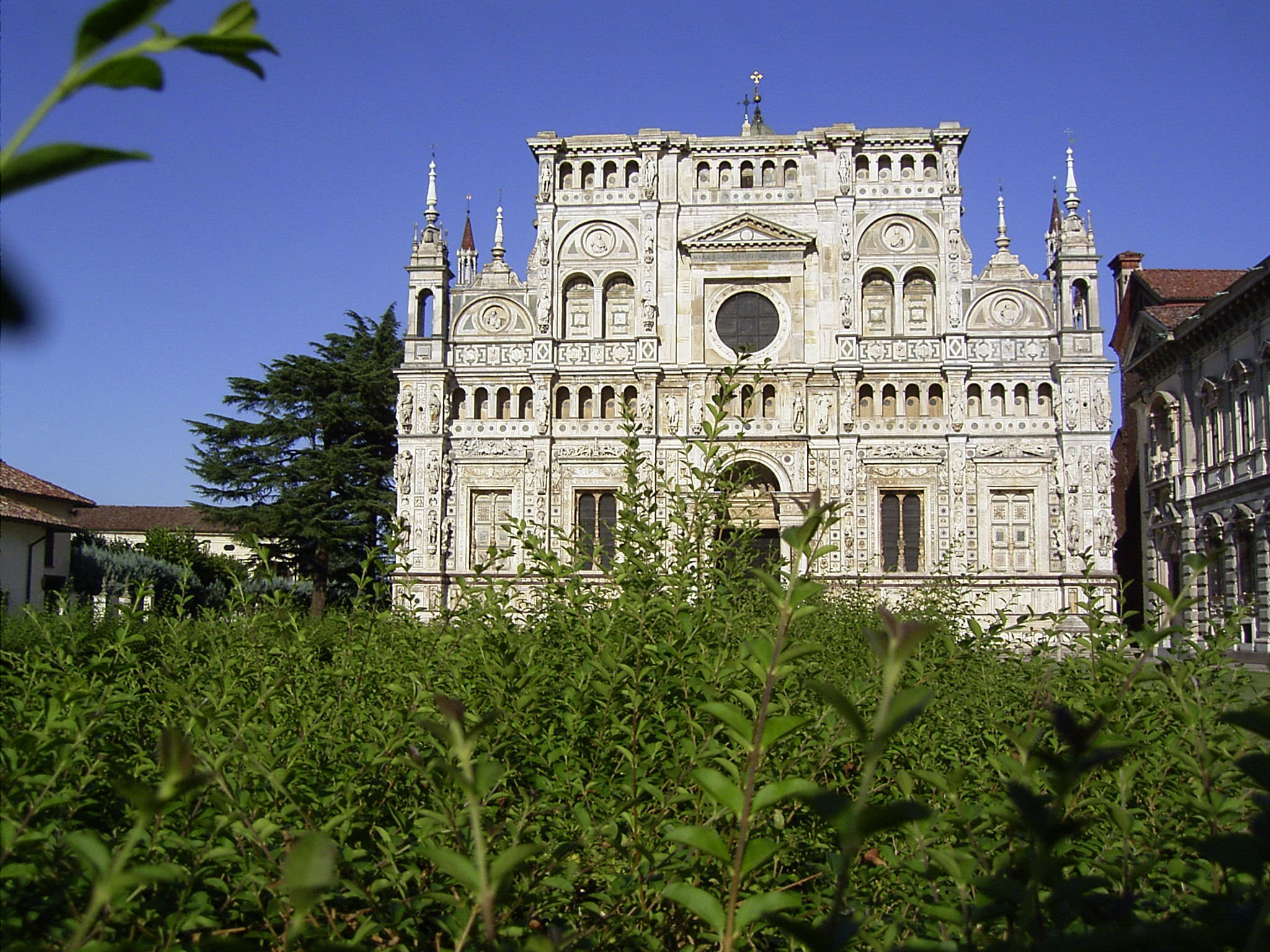
Fasáda

Kostel má půdorys latinského kříže, s hlavní lodí, dvěma bočními a transeptem, typickým pro gotickou architekturu. Kněžiště končí apsidou. Strop je tvořen křížovou klenbou a připomíná klenbu milánského dómu. Klenby jsou zdobeny geometrickými obrazci a hvězdnatou oblohou.
Fasáda kostela je bohatě zdobená, typický příklad lombardské architektury; každá část je dekorovaná reliéfem, mramorem a sochami. Pracovali na ní Cristoforo Mantegazza a Giovanni Antonio Amadeo.
Portál v klasickém stylu je od Briosca (1501). Basreliéf zobrazuje Historii Certosy. Nad středovým obloukem je balkónek se třemi okny a nad ním centrální kruhové okno.

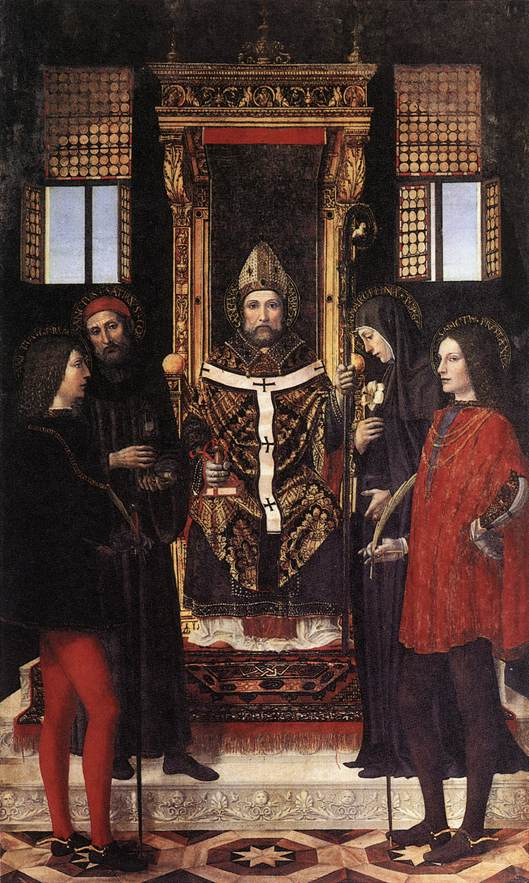
Sv. Ambrož od Bergogneho.

Nová sakristie obsahuje cyklus fresek od bratrů Sorri, patřícím k pozdním sienským manýristům. Stěny jsou zaplněny malbami Francesca Caira, Procacciniho, il Passignana a Procacciniho, zatímco oltář je prací Solariho a Bernardina Campiho.
V hlavní apsidě kostela je freska od Bergognoneho oslavující Korunovaci panny Marie. Další fresky svatých a proroků vytvořili lombardští umělci, například Bernardino Zenale.
Certosa vlastní mistrovská díla od Bergogneho : Sv. Ambrož  (1490), a San Siro (1491) a nejvýznamnější Ukřižování (1490).
Dalšími malbami v kostele jsou Svatý otec, část polyptychu od Perugina a obrazy Crespiho, Il Morazzone, Guercina, Francesca Caira a Daniela Crespiho.
V jižní části transeptu je náhrobek Giana Galeazzo Viscontiho, jehož stavba a výzdoba byla započata v letech 1494-1497 Romanem a Brioscem, ale dokončena byla až roku 1562. V severním transeptu je náhrobek Ludovica Sforzy, sedmého milánského vévody, a jeho ženy Beatrice d'Este. Sochy na náhrobku pocházejí z milánského kostela Santa Maria delle Grazie, a jsou připisovány Solarimu.
Certosa vlastní významnou sbírku vitrají, vyrobených podle návrhů lombardských mistrů činných v 15. století jako Zanetto Bugatto, Vincenzo Foppa, Bergognone a Hans Witz.

## Chiostro

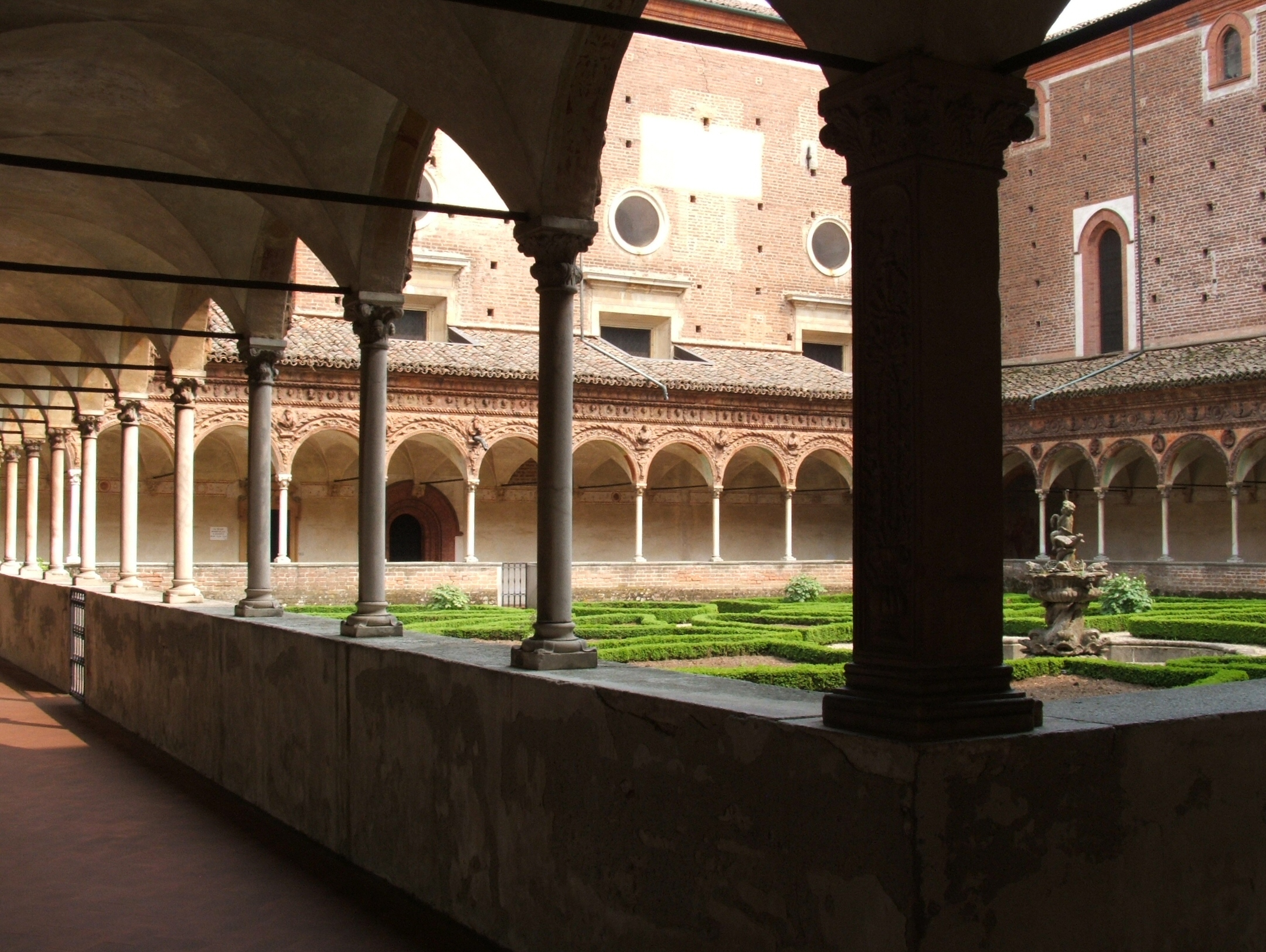
Chiostro piccolo

Elegantní portál se sochařskou výzdobou od bratrů Mantegazza a Giovanni Antonio Amadea vede z kostela do Chiostro Piccolo. V jeho středu je malá zahrada. Některé arkády jsou zdobeny freskami Daniela Crespiho. Zajímavé je také lavabo z konce 14. století.
Chiostro Grande má rozměry asi 125 x 100 metrů. Cely mnichů jsou orientovány do centrální zahrady. Sloupy arkád jsou zdobeny terakotou s portréty svatých, proroků a andělů.